# Кабульский троллейбус
Кабульский троллейбус — троллейбусная система, действовавшая с 1979 по 1992 год. Была построена в 1976—1979 годах на средства, выделенные Чехословакией.

## История
Изначально, на средства Чехословакии был построен только первый маршрут. Остальные два афганцы сделали сами, причём контактная сеть была достаточно низкого качества. Ремонтировали сеть редко, используя автовышку на базе УАЗа. На тот момент троллейбус был самым дешёвым видом транспорта в Кабуле, так как нефть в Афганистане тогда ещё не начали добывать. Что интересно, в Кабуле не проводили капитальный ремонт троллейбусов. Машины, выработавшие свой ресурс, попросту разбирали на запчасти. Уже в 1988 году система была в малопригодном для эксплуатации состоянии: на многих перекрёстках контактная сеть была чуть ли не порвана (такие участки троллейбусы проезжали на аккумуляторах с опущенными токоприёмниками), большая часть троллейбусов была сильно изношена. В 1992 году из-за сильных повреждений в результате войны система была закрыта, а троллейбусы бросили в депо (по некоторым данным, их оттуда воровали на металлолом и бытовки). В данный момент[когда?] власти Кабула пытаются восстановить систему и купить новые дешёвые машины Škoda 14Tr или же использовать машины производства БТЗ.

## Маршрутная сеть
Троллейбусных маршрутов в Кабуле было всего 3:
- № 1 Депо — кинотеатр «Памир»
- № 2 Отель «Спинзар» — Депо
- № 3 кинотеатр «Памир» — Текстильная фабрика

## Подвижной состав
В городе работали чехословацкие Škoda 9Tr, все тёмно-синего цвета. На данный момент некоторые из них стоят заброшенными в депо.